# مالیانو آلفیری
مالیانو آلفیری (به ایتالیایی: Magliano Alfieri) یک کومونه در ایتالیا است که در استان کونیو واقع شده‌است. مالیانو آلفیری ۹٫۵ کیلومتر مربع مساحت و ۱٬۷۲۶ نفر جمعیت دارد.